# Tumbas caliza de Kamhantik
Las tumbas de caliza de Kamhantik son las ruinas de un antiguo barangay (pequeños reinos en la Filipinas precolonial) que se encuentra en las junglas del Monte Maclayao en la reserva Buenavista Protected Landscape, Mulanay, en Quezon, Filipinas. Los estudios arqueológicos parecen apuntar a que los responsables de la creación de estas tumbas fueron los antiguos tagalos.
Está compuesto de quince ataúdes de caliza. Así lo describía el museo Nacional: «un complejo arqueológico con espacios para ser habitado y con cementerio del periodo comprendido entre los siglos X y XIV (...) El primero de su clase en las Filipinas." No obstante, tras una datación por radiocarbono de los huesos humanos encontrados en el sitio, se sabe que es más antiguo, entre el 890 y el 1030 d. C.

## Descubrimiento
El sitio arqueológico forma 280 ha de terreno forestal que fue declarado como área protegida en 1998 para evitar posibles ataques de caza-reliquias o campesinos. 
Aunque los buscadores de oro y reliquias ya lo advirtieron anteriormente, no fue hasta el 2011 cuando un grupo de arqueólogos de Manila fueron a investigar y desenterrar el resto de las tumbas y artefactos y darse cuenta de la importancia del hallazgo. Numerosos fragmentos con inscripciones irreconocibles se encontraron en el sitio. 
Las tumbas solían tener lápidas con diseños precoloniales. Sin embargo, el sitio ha estado fuertemente expoliado. El Museo Nacional estimó que la gran cantidad de tesoros filipinos robados podría estar ahora en museos o colecciones privados alrededor del mundo, sin saber que fueron cogidas ilegalmente. Todos los sarcófagos restantes se trasladaron a Manila, junto con los objetos sagrados y casi todos fragmentos de hueso encontrados en las tumbas.
El sitio se encuentra en el área protegida Buenavista Protected Landscape, la cual está en la lista provisional de las Filipinas para designación en la UNESCO Lista de Patrimonio Mundial.

## Mitología
Es ampliamente creído por los lugareños que las tumbas de Kamhantik fueron construidas por sus ancestros tagalos con la ayuda de seres mitológicos llamados anitos, enviados por Bathala, la deidad suprema para la etnia tagala. Previamente al descubrimiento científico, las ruinas eran conocidas por los lugareños y tradicionalmente se consideran las ruinas como uno de los sitios más sagrados los anitos, y por tanto, un dambana. 
Precisamente se debe a esta consideración sacra el relativamente tardío descubrimiento científico de las ruinas. Los vecinos de Kamhantik no suelen atravesar el área por no perturbar a los espíritus viviendo en del bosque y las ruinas. 